# 8138-as mellékút (Magyarország)
A 8138-as számú mellékút egy bő 10 kilométer hosszú, négy számjegyű mellékút Komárom-Esztergom vármegye területén. Tata és Almásfüzitő térségét köti össze egymással, illetve a két város közt fekvő Naszály településsel.

## Nyomvonala
Tata belvárosának nyugati szélén indul, a 8139-es útból kiágazva, annak 0+800-as kilométerszelvénye táján, észak-északnyugati irányban. Komáromi utca, majd Naszályi út a települési neve, de alig több mint 300 méter után kilép a belterületről. 3,2 kilométer után éri el Naszály határszélét, elhalad a Ferencmajori-halastavak mellett, a tórendszer nyugati partvidékét követve, majd 5,5 kilométer után belép a község lakott területére. Ott előbb a Rákóczi Ferenc utca nevet veszi fel, 6,4 kilométer után kiágazik belőle délnyugat felé a 8134-es út, a település északi részén pedig előbb Fenyves utca, majd Vörösmarty Mihály utca, legvégül pedig Hunyadi János utca a települési neve; már közel jár a 9. kilométeréhez, amikor Naszály utolsó házait is maga mögött hagyja. 9,8 kilométer után átlépi Almásfüzitő határát, utolsó méterein még keresztezi a Budapest–Hegyeshalom–Rajka-vasútvonal vágányait, majd az 1-es főútba beletorkollva véget is ér, annak 76+600-as kilométerszelvénye közelében.
Teljes hossza, az országos közutak térképes nyilvántartását szolgáló kira.gov.hu adatbázisa szerint 10,164 kilométer.

## Települések az út mentén
- Tata
- Naszály
- Almásfüzitő